# كيناز التيروسين
كيناز التيروسين هو إنزيم يستطيع أن ينقل مجموعة الفوسفات من جزيء الATP إلى حمض اميني تايروسين في بروتين معين.
كينازات التيروسين هي مجموعة من ضمن قسم البروتين كاينيز أو كاينيزات البروتين. فسفرة البروتين بالكينازات هي عملية مهمة لتوصيل الإشارة لتنظيم فعالية انزيم أو بروتين.
كينازات التيروسين مقسمة إلى قسمين: السيتوبلازمية والغشائية المرتبطة بمستقبل غشائي على سطح الخلية. في الإنسان، يوجد 32 كيناز التيروسين سيتوبلازمي و 58 كاينيز تايروسين غشائي مرتبط بمستقبل على سطح الخلية.

## علاقة تايروسين كاينيز مع الإنوسايتول ثلاثي الفسفات (INSp3) وراس (RAS) بروتين
عندما ترتبط المادة الفعالة بالمستقبل التايروسين على سطح الخلية تحفز فسفرة ذاتية للانزيم فيبدأ داخل الخلية عمليات لبروتينات أخرى مثل:
1. الإنوسايتول ثلاثي الفسفات (INSp3) وذلك عن طريق تحفيز انزيم فوسفو لايبيز سي (phospholipase C) الذي بدوره يحطم الليبيد المفسفر الغشائي إلى DAG والإنوسايتول ثلاثي الفسفات (INSp3) وذلك الأخير لديه ذائبية في الماء ويتحرك بسرعة في السايتوسول ويعمل كمادة فعالة ورابطة على مستقبل أيونات الكالسيوم الذي يسمى مستقبل الإنوسايتول ثلاثي الفسفات الموجود على الشبكة الإندوبلازمية داخل الخلية فيفتح قنوات أيونات الكالسيوم.
2. بروتين راس (RAS) وذلك عن طريق تحويل GDP المرتبط ببروتين راس الموجود في الغشاء البلازمي إلى GTP وهذه العملية تحفز إنزيم ماب كيناز (MAP kinase) وذلك الأخير يحفز فسفرة البروتين النووي المسمى jun من أجل نمو الخلية.[1]

## معرض صور

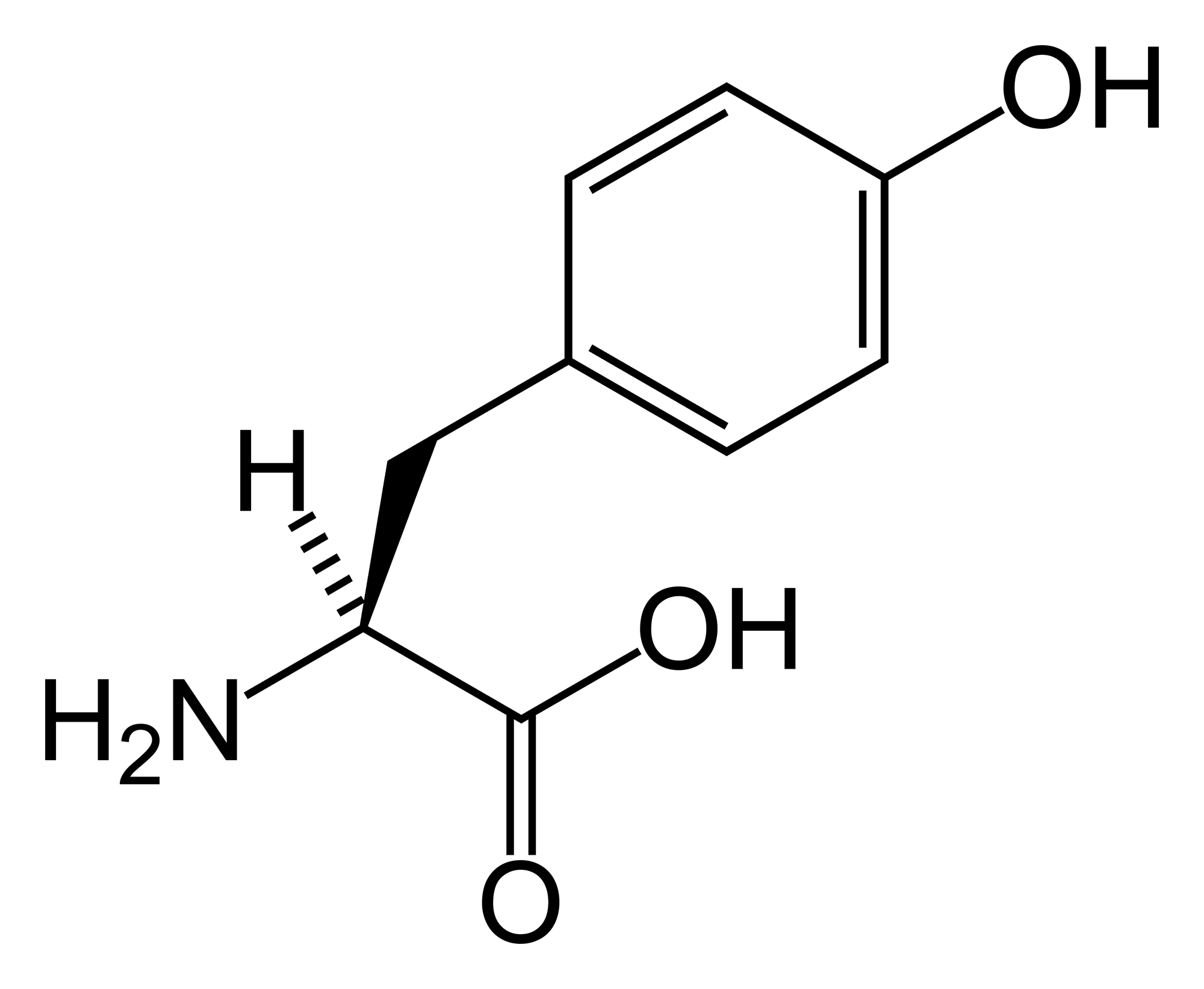